# تانيا سافيتش
تانيا سافيتش (بالصربية: Татјана Савић) هي مغنية صربية ولدت في يوم 20 مارس 1985 في بلدة راديناتش في جمهورية صربيا الاشتراكية. بدأت الغناء في سنة 2003. أنتجت أربعة ألبومات منها ألبوم تيكو ملادا والذي جعلها من أشهر المغنيات الشابات في صربيا.